# Queijo de manteiga
O queijo de manteiga, também conhecido como queijo manteiga, requeijão do sertão, requeijão do norte ou simplesmente requeijão, é um queijo típico do sertão nordestino.
O queijo de manteiga é feito sem adição de coalho, já que a massa é obtida por desnaturação ácida, cozida no tacho à lenha junto com o soro desnatado por cerca de cinco horas. O leite utilizado geralmente é cru, sem processos de pasteurização. Após esse processo, ele se transforma em um queijo gorduroso, de massa amarelada e casca levemente rija que, geralmente, tem as iniciais de quem o produz marcadas com ferro em brasa. 
Apresentam-se em formato de paralelepípedo, o qual varia de dois a dez quilos.